# Glufosinate
Le glufosinate, ou son sel d'ammonium (phosphinotricine) est un composé organophosphoré présent dans plusieurs herbicides de contact non sélectifs (Basta, Rely, Finale, Challenge, Liberty et Bilanafos). Il n'est pas approuvé comme herbicide en Europe.

## Toxicité

### Effets neurotoxiques
Le glufosinate ressemble à l'acide glutamique, un acide aminé naturel intervenant dans le fonctionnement du système nerveux central. L'ingestion de dose massive est très dangereuse, :
- Des manifestations neurologiques et respiratoires sont signalées en cas d'ingestion massive de produit non dilué[5]
- Chez la souris, une exposition pulmonaire à de faibles doses peut conduire à une réaction inflammatoire[6].
- Selon l'EPA, la DL50 chez le rat mâle est de 4 g·kg-1 et de 3 g·kg-1 chez le rat femelle.

### Toxicité pour la reproduction
Plusieurs sources indiquent des effets notamment sur le développement du cerveau (le glufosinate agit, semble-t-il sur les récepteurs glutamergiques) chez les bébés rongeurs. D'autre part, l'exposition durant le stade embryonnaire entraîne une mortalité accrue des embryons puis hypoplasie du cortex cérébral et retard de croissance de l'embryon. Des observations histologiques chez les embryons décédés montrent un phénomène de mort cellulaire dans les tissus cérébraux en pleine différentiation. Par ailleurs, des expositions chroniques périnatales à de faibles doses ont montré des effets comportementaux, chez les souris, à long terme ainsi que des perturbations des neuroblastes,. En conséquence, il avait été classé comme reprotoxique présumé (R1b). Pour ce motif, l'autorisation de mise sur le marché en France a été retirée par l'ANSES à compter du 24 octobre 2017. Selon certaines sources cependant, l'usage de glufosinate ou la consommation de produits alimentaires traités ne comporte aucun risque reprotoxique.

### Résidus dans l'alimentation et l'eau
- La valeur maximale recommandée par la FAO est de 0,02 mg·kg-1
- Selon l'EPA, la limite de non observation d'effet est de 6 mg·kg-1·j-1 et la limite d'effet observé est de 20 mg·kg-1·j-1 pour une exposition chronique chez le rat[14],[15]

### Environnement
Le glufosinate est un herbicide total. Ses caractéristiques environnementales et écotoxicologiques sont connues.
- Le glufosinate est qualifié de non persistant dans le sol. Sa demi-vie est comprise entre 3 et 70 jours selon la teneur en matière organique du sol et du type de sol[17].
- Sa toxicité est faible à modérée pour les lombrics, les oiseaux et les abeilles. Il est nocif pour certains acariens et hyménoptères prédateurs.

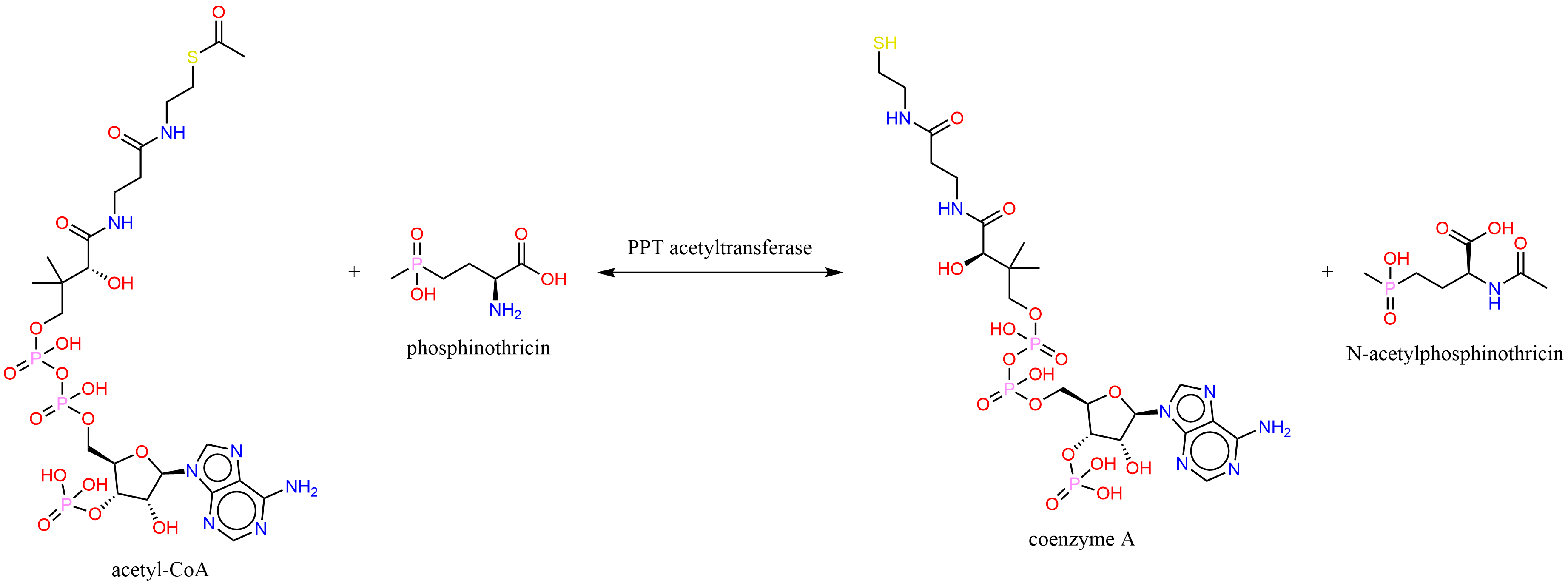
Formation de N-acétylphosphinotricine (conversion du carboxyle en amine en utilisant le groupe protecteur acétyle).

## Plantes génétiquement modifiées
Certaines plantes ont été modifiées génétiquement par transgénèse pour résister au glufosinate. Les gènes qui ont donné la résistance au glufosinate sont les gènes bar ou pat. Ces gènes codent une protéine, appelée phosphinotricine acétyltransférase, qui a été isolée pour la première fois sur deux espèces de bactérie du genre Streptomyces. Cette enzyme est impliquée dans la voie métabolique de la glutamine et la détoxification de l'ammonium. Il existe plusieurs variétés de plantes cultivées transgéniques résistantes au glufosinate comme le colza, le coton, le soja, le maïs, et le riz.
Ces plantes ont été évaluées par des tests toxicologiques et de prédiction de l'allergénicité. Aucun effet délétère de ces plantes sur la santé humaine et d'autres animaux (ex: mammifères) n'a été observé (Herouet et al. 2005).